# 甘青针茅
甘青针茅（学名：Stipa przewalskyi）为禾本科针茅属下的一个种。

## 扩展阅读
- 維基物種上的相關：甘青针茅